# 東京ダモイ
『東京ダモイ』（とうきょうダモイ）は、鏑木蓮による日本の推理小説。
2006年、第52回江戸川乱歩賞を受賞したデビュー作（早瀬乱の『三年坂 火の夢』と同時受賞）。
「ダモイ」はロシア語で「帰還」を意味する。

## あらすじ
2005年11月、京都府綾部市の高津という老人から「シベリア抑留時代の経験をまとめた句集を出版したい」と依頼を受け、出版社の社員・槙野が直接面会に赴く。破格の依頼料を提示され、全国紙に大きな広告を出して欲しいという要望も聞き入れ、話はとんとん拍子に進む。
数日後、原稿を受け取りに再訪するが、高津は置き手紙を残して姿を消していた。前日に舞鶴港の埠頭で水死体で見つかったロシア人女性と高津が知り合いだったことが分かり、事件の根が60年前に俘虜収容所で起きた殺人事件にあることが判明する。

## 登場人物
槙野 英治（まきの えいじ）
自費出版などを手がける薫風堂出版の営業部社員。27歳。仕事を越えて、高津のことが気になるようになる。
朝倉 晶子（あさくら あきこ）
槙野のやり手の上司。
槙野 英美（まきの えみ）
英治の妹。中国拳法の有段者。兄に発破をかけ鼓舞する快活な性格。晶子とも親しい。
志方 育夫（しかた いくお）
京都府警の巡査部長。50歳。
大月 学（おおつき まなぶ）
京都府警の巡査長。20代。
句会のメンバー
高津 耕介（たかつ こうすけ）
句集を自費出版したいから大きく宣伝して欲しいと、破格の依頼料を提示し薫風堂出版に依頼する。76歳。
二等兵。18歳。右頬に竹刀で付けた傷がある。早朝の水汲みの際にコンボイ（警備兵）らと鴻山の遺体を発見する。
川崎 茂（かわさき しげる）
少尉。統率力のある青年。
下柳 卓雄（しもやなぎ たくお）
伍長。大阪出身。22歳。
田部井（たべい）
通訳を務めていた上等兵。句会のメンバーに俳号を提案する。
谷木 寿男（たにき としお）
盛岡市出身。大怪我を負った時に川崎に助けられた。
鴻山 隼人（こうやま はやと）
中尉。第53ラーゲリ（俘虜収容所）の指揮官を務めていた。日本人捕虜たちに共産主義を根づかせるための民主化に反対し、軍国主義を貫いていた。ラーゲリにあるはずのない、刀のような鋭利な刃物で斬首された状態で発見される。
マリア・アリョーヒナ
舞鶴港から水死体で見つかる。86歳。
軍の看護婦。25歳。愛嬌があり捕虜からも人気があった。
鴻山 秀樹（こうやま ひでき）
医師。マリアの来日時の身元保証人になった。35歳。鴻山中尉の孫。抑留者遺族の会『ダモイ・トウキョウ』の理事。
鴻山 秀人（こうやま ひでと）・泰子（やすこ）
鴻山中尉の息子夫婦で秀樹の両親。大原の老人ホームに入所している。
富岡 茂（とみおか しげる）
鴻山夫妻が入所する「大原の里・花守」の理事長。『ダモイ・トウキョウ』を金銭的に援助する。

## 書誌情報
- 単行本：2006年8月10日発行、講談社、ISBN 978-4-06-213560-3
- 文庫本：2009年8月12日発行、講談社文庫、ISBN 978-4-06-276440-7、解説：中島駆